# Reforma katalánského pravopisu
Reforma pravopisu je typ jazykového plánování, který má za cíl výrazně změnit pravopis určitého jazyka. Obvykle se zakládá na adaptaci pravopisu na mluvenou podobu jazyka, která se vyvinula rychleji, nebo, v případě, že neexistují společná pravidla pravopisu, na jejich standardizaci. Hledá a uplatňuje pravidelné tvary slovní zásoby a gramatiky a zjednodušuje tak proces jejich učení. Zároveň poskytuje nakladatelstvím standardizovanou formu jazyka a snižuje počet nejasností.

## Reformy pravopisu katalánského jazyka
Na začátku dvacátých let dvacátého století zřídil Institut d'Estudis Catalans (zkráceně IEC, česky: Institut katalánských studií)  výbor věnující se nastavení pravidel, která by ukončila chaos a anarchii v katalánském pravopisu. Tato reforma pravopisu, jako téměř každá, odstartovala debatu mezi jejími zastánci a odpůrci. Když v roce 1913 Institut katalánských studií vydal Normes ortogràfiques (česky: Pravidla pravopisu), byla kvůli vlně kritiky ze strany například básníka Marià Aguiló i Fustera a lingvisty Pompeu Fabra i Pocha založena nová Acadèmia de la Llengua Catalana (česky: Akademie katalánského jazyka), která se proti reformě ohrazovala. V roce 2013, na sté výročí této reformy, Isidor Marí Mayans, prezident filologické sekce Institutu katalánských studií, uvedl následující: "i když si to často plně neuvědomujeme, dosažení shody v tom, jak má vypadat nová norma, je historicky nanejvýš významné, neboť otevřela dveře dalším snahám o docílení jednotné podoby jazyka. V roce 1918 tak vznikla gramatika a roku 1932 slovník."
V současné době pomáhá Termcat uživatelům katalánštiny začlenit neologismy do normalizačního procesu. Jedná se například o zachování cizí podoby slova whisky, přejmutí slova pàrquing nebo jeho změnu na aparcament nebo nahrazení cizího slova hard disk formou "čistou" (disc dur).

### Seznam reforem pravopisu a gramatiky katalánského jazyka
Poté, co Institut katalánských studií publikoval Normes ortogràfiques (1913), a po přípravné práci Pompeu Fabra i Pocha, následovalo několik menších reforem.
- 1962: povolení variant přivlastňovacích zájmen meua, teua... a variant slovesných tvarů cantam, cantau, cantassis... [8]
- 1984: podstatná jména s koncovkou -es (judes, mecenes, Atenàgores..)[9]
- 1992 (1999) pravidlo o koncovce první osoby přítomného času sloves v indikativu ve dialektu na Baleárech[10]
- 1993: interpunkční znaménka pro otázku a rozkaz[11]
- 1995: spojovník[12]
- 1996: jak napsat slova složená a slova s předponou, která začínají na etymologické s následované souhláskou[13]
- 1996: znázornění časování sloves v "Instruccions per al maneig del diccionari"[14]
- 2006: "Ortografia" v Gramàtica normativa valenciana[15], kterou vydala Acadèmia Valenciana de la Llengua.
- 2016: září 2016 oznámil Institut katalánských studií (IEC) vydání nové publikace Ortografia (Pravopis) s několika novinkami.
- [16]

Ortografia (Pravopis) byl schválen na plenárním zasedání IEC dne 25. října 2016.
Jedna z nejkomentovanějších novinek bylo odstranění větší části diakritických znamének tak, že seznam slov s diakritickým přízvukem byla snížena na patnáct. Také byla odstraněna diakritická znaménka u slov složených a jejich derivátů. Ortografia catalana (Katalánský pravopis) můžete najít na webových stránkách Institutu katalánských studií, odkud je možné jej také stáhnout.  Tištěné vydání vyšlo v roce 2017. Nová pravidla nabudou trvalou platnost po uplynutí čtyřleté aklimatizační lhůty, důležité zejména v oblasti vzdělávání a vydavatelské činnosti, neboť ty odpovídají za to, změny efektivně rozšířit do povědomí veřejnosti.